# Szigethalom
Szigethalom é uma cidade da Hungria, situada no condado de Peste. Tem 9,12 km² de área e sua população em 2019 foi estimada em 17.596 habitantes.